# Höhenberg (Velden)
Höhenberg ist ein Gemeindeteil des Marktes Velden im niederbayerischen Landkreis Landshut.

## Lage
Der Weiler Höhenberg liegt fünf Kilometer südöstlich des Marktplatzes von Velden sowie südwestlich des Hohenberger Grabens, der Gärtnerei Höhenberg und des Biomasseheizwerks Höhenberg.

## Lebensgemeinschaft Höhenberg
Die Lebensgemeinschaft Höhenberg besteht seit 1978 und ist seitdem für viele Menschen mit Betreuungsbedarf zur Heimat geworden. Die dortigen Werkstätten bieten Möglichkeiten zur Tätigkeit in der Landwirtschaft, Landschaftspflege, Gärtnerei, Bäckerei, Hofkäserei, Textilwerkstatt, Kerzenwerkstatt und Schnitzerei sowie im Instrumentenbau.
In Höhenberg und im drei Kilometer weiter südlich gelegenen Remelberg bei Buchbach leben und arbeiten etwa 140 Betreute. Sie werden begleitet und gefördert von Betreuern, oft auch Hauseltern mit eigenen Kindern, die ihren eigenen Lebensmittelpunkt dort haben.

## Bevölkerungsentwicklung
Um 1871 gab es in Höhenberg fünf Einwohner und die Bevölkerungszahl blieb bis 1970 nahezu konstant. Bis Mai 1987 stieg dei Bevölkerung auf 61 Einwohner an, von denen die meisten in der Lebensgemeinschaft Höhenberg leben.
| Jahr      | 1871 | 1925 | 1950 | 1970 | 1987 |
| Einwohner | 6    | 5    | 9    | 5    | 61   |